# Wojciech Janczyk
Wojciech Janczyk (ur. 18 marca 1964 w Warszawie) – polski menedżer, przedsiębiorca i urzędnik państwowy związany także z Wielką Brytanią, w 2002 podsekretarz stanu w Ministerstwie Infrastruktury.

## Życiorys
Ukończył studia z zarządzania na King’s College London, uzyskał także tytuł Master of Business Administration na Imperial College London. Pracował następnie w Wielkiej Brytanii w L.E.K. Partnership, gdzie odpowiadał za strategie inwestycyjne (1985–1987) oraz w OCC Ltd. jako konsultant ds. restrukturyzacji strategicznej (1987–1989). Od 1989 był dyrektorem departamentu finansów korporacyjnych w Swiss Bank Corporation. W 1991 założył w Polsce własną firmę doradczą BMF SA, do końca 2001 będąc jej prezesem. Spółkę w 1997 zakupił BRE Bank. Sprawował także funkcję prezesa spółki-córki tego banku, BRE Corporate Finance.
W styczniu 2002 powołany na stanowisko podsekretarza stanu w Ministerstwie Infrastruktury, odpowiedzialnego za kontakty z Unią Europejską, projekty infrastrukturalne i zamówienia publiczne. Odwołany ze stanowiska 19 sierpnia 2002. We wrześniu 2002 został prezesem zarządu Elektrimu; podczas prezesury m.in. wycofał wniosek o upadłość przedsiębiorstwa. Zrezygnował z tej funkcji w maju 2003, później objął funkcję szefa rady nadzorczej Daewoo-FSO. Pracował później jako doradca gospodarczy i lobbysta. W 2011 prokuratura postawiła mu zarzuty łapówkarstwa w związku z prywatyzacją PLL Lot, podczas gdy był wiceministrem.